# Annick Ponthier
Annick Ponthier (Bilzen, 24 oktober 1971) is een Belgisch Vlaams-nationalistisch politica van het Vlaams Belang.

## Levensloop
Ze behaalde een diploma bedrijfsvertaler aan het Hoger Handel en Taleninstituut (HHTI) te Genk, later ging ze aan de slag als diensthoofd van de administratieve dienst van een meubelbedrijf.
Voor het Vlaams Belang was Ponthier van 2006 tot 2009 provincieraadslid van Limburg en van 2007 tot 2024 was ze gemeenteraadslid van Bilzen. Na de fusie met Hoeselt werd zij begin 2025 gemeenteraadslid van Bilzen-Hoeselt. Daarnaast was ze van 2011 tot 2015 voorzitter van het Vlaams Belang Limburg en werd ze lid van het partijbestuur van de partij.
In 2009 werd Ponthier lid van de Kamer van volksvertegenwoordigers ter opvolging van Linda Vissers. Ze bleef deze functie uitoefenen tot in 2014. Bij de verkiezingen van 2014 was ze kandidaat voor het Vlaams Parlement, maar werd niet verkozen. Vervolgens werd ze politiek medewerkster bij Vlaams Belang.
Bij de verkiezingen van mei 2019 was Ponthier lijsttrekker van de Limburgse Kamerlijst van Vlaams Belang. Ze werd opnieuw verkozen in de Kamer met bijna 27.500 voorkeurstemmen. Ponthier ging zetelen in de Kamercommissies Buitenlandse Betrekkingen en Landsverdediging en werd door haar partij afgevaardigd naar de Parlementaire Assemblee van de NAVO. Ook werd ze er voorzitter van de opvolgingscommissie voor buitenlandse operaties en voorzitter van de commissie legeraankopen en -verkopen. Bij de verkiezingen van juni 2024 werd Ponthier herkozen met bijna 35.000 voorkeurstemmen. Ze ging vervolgens opnieuw zetelen in de commissie Landsverdediging, werd ondervoorzitter van de commissie legeraankopen en -verkopen en opnieuw afgevaardigd naar de NAVO-Assemblee.